# Roter Serau

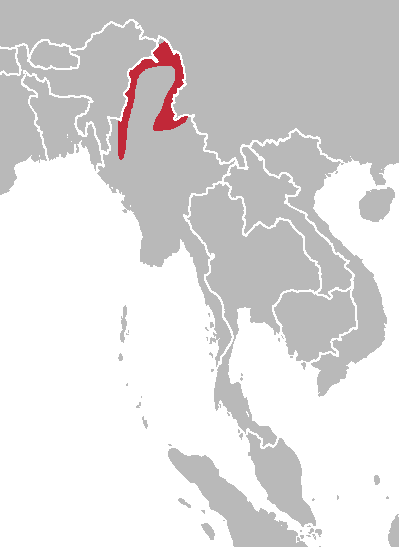
Das Verbreitungsgebiet des Roten Seraus im nördlichen Myanmar

Der Rote Serau (Capricornis rubidus) ist eine Paarhuferart aus der Gruppe der Ziegenartigen (Caprinae). Er gilt erst seit 2005 als eigene Art, früher wurde er mit anderen Arten als Festland-Serau zusammengefasst.
Wie alle Seraue sind Rote Seraue stämmig gebaute, ziegenähnliche Tiere. Die Kopf-Rumpf-Länge liegt bei 140 bis 155 Zentimeter, die Schulterhöhe beträgt 85 bis 95 Zentimeter. Namensgebendes Merkmal ist das dichte, rötlich-braun gefärbte Fell. Die Haaransätze sind schwarz. Auf dem Rücken liegt ein dunkler Mittelstreifen. Bauch, Kehle und Unterkiefer sind weiß. Beide Geschlechter tragen kurze, leicht nach hinten gebogene Hörner, die 25 Zentimeter lang werden können.
Diese Tiere kommen nur in Gebirgsregionen im nördlichen Myanmar vor. Über ihre Lebensweise ist wenig bekannt. Wie alle Seraue dürften sie geschickte Kletterer sein, die vorwiegend einzelgängerisch leben und sich von Gräsern, Kräutern und anderem Pflanzenmaterial ernähren.
Die IUCN listet den Roten Serau wegen der Bejagung und der Zerstörung des Lebensraums als „gefährdet“ (vulnerable).